# 熊本市立清水小学校
熊本市立清水小学校（くまもとしりつ しみずしょうがっこう）は、熊本県熊本市北区清水本町にある公立小学校。

## 沿革
- 1887年（明治20年） - 松崎、梅木、高砂、麻田の4小学校を統合し松崎尋常小学校開校
- 1917年（大正6年） - 清水尋常小学校と改称
- 1919年（大正8年） - 清水尋常高等小学校と改称
- 1939年（昭和14年） - 熊本市清水尋常高等小学校と改称
- 1941年（昭和16年） - 熊本市清水国民学校と改称
- 1947年（昭和22年） - 熊本市立清水小学校と改称
- 1963年（昭和38年） - 熊本市立城北小学校を分離
- 1967年（昭和42年） - 熊本市立高平台小学校を分離

## 著名な出身者
- 鬼塚雅（スノーボード選手）